# Mairy-Mainville
Pour les articles homonymes, voir Mairy (homonymie) et Mainville (homonymie).
Pour les articles homonymes, voir Mainville (homonymie).
Mairy-Mainville est une commune française située dans le département de Meurthe-et-Moselle en région Grand Est.

## Géographie
| Mont-Bonvillers | Anderny         |              |
| Landres         | Mairy-Mainville | Tucquegnieux |
| Norroy-le-Sec   | Anoux           |              |

### Hydrographie

#### Réseau hydrographique
La commune est traversée par la ligne de partage des eaux entre les bassins versants du Rhin et de la Meuse au sein du bassin Rhin-Meuse. Elle est drainée par le ruisseau de la Vallée, le ruisseau de Preel, le ruisseau des Froides Fontaines, le ruisseau d'Hapre, le ruisseau le Grand Ru et le ruisseau le Woigot,.
Le ruisseau de la Vallée, d'une longueur de 12 km, prend sa source dans la commune de Anderny et se jette  dans le Woigot à Val de Briey, après avoir traversé cinq communes.

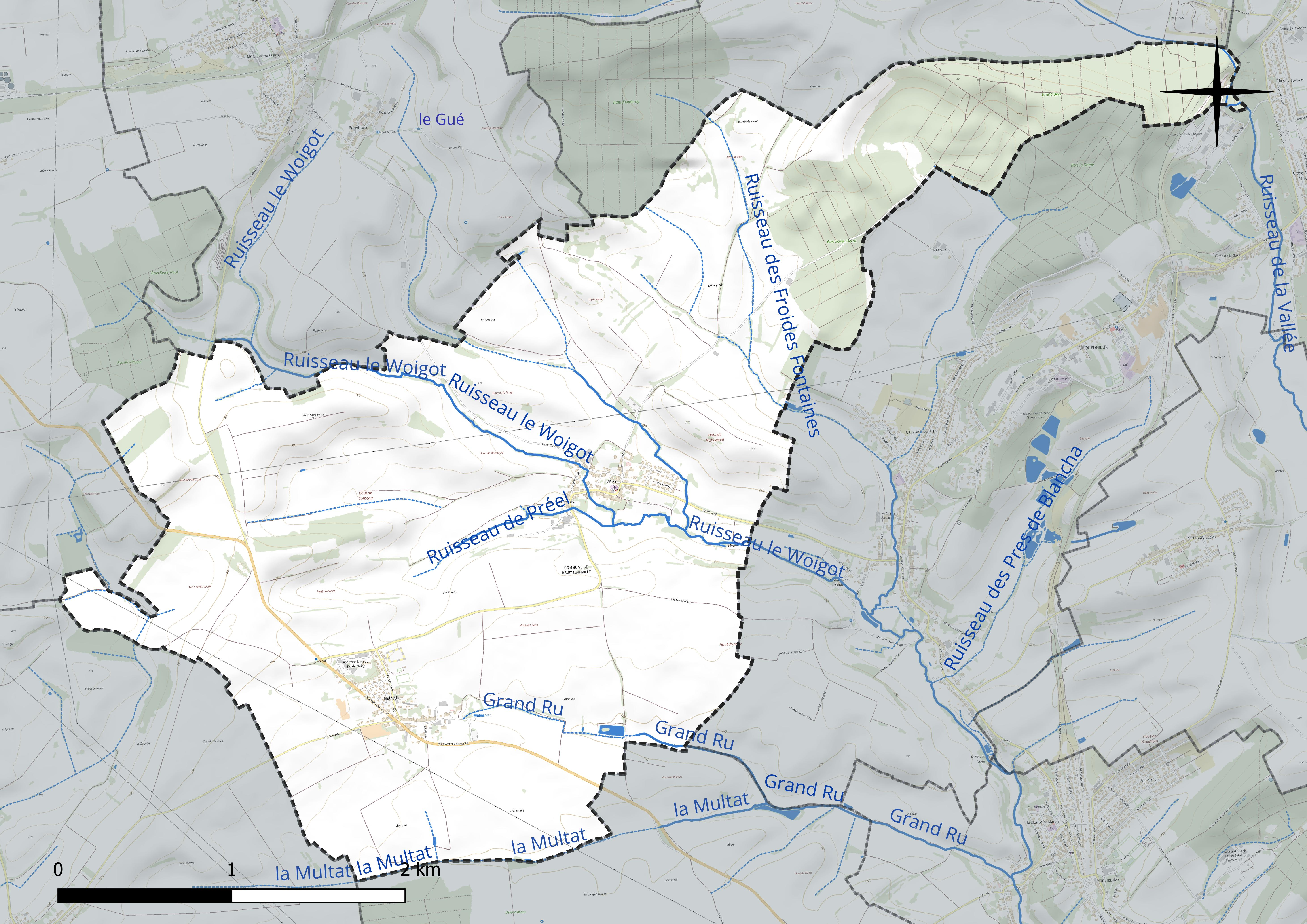
Réseau hydrographique de Mairy-Mainville.

#### Gestion et qualité des eaux
Le territoire communal est couvert par le schéma d'aménagement et de gestion des eaux (SAGE) « Bassin ferrifère ». Ce document de planification concerne le périmètre des anciennes galeries des mines de fer, des aquifères et des bassins versants hydrographiques associés qui s’étend sur 2 418 km2. Les bassins versants concernés sont celui de la Chiers en amont de la confluence avec l'Othain, et ses affluents (la Crusnes, la Pienne, l'Othain), celui de l'Orne et ses affluents et celui de la Fensch, le Veymerange, la Kiesel et les parties françaises du bassin versant de l'Alzette et de ses affluents (Kaylbach, ruisseau de Volmerange). Il a été approuvé le 27 mars 2015. La structure porteuse de l'élaboration et de la mise en œuvre est la région Grand Est.
La qualité des cours d’eau peut être consultée sur un site dédié géré par les agences de l’eau et l’Agence française pour la biodiversité.

### Climat
Pour des articles plus généraux, voir Climat du Grand Est et Climat de Meurthe-et-Moselle.
En 2010, le climat de la commune est de type climat de montagne, selon une étude du Centre national de la recherche scientifique s'appuyant sur une série de données couvrant la période 1971-2000. En 2020, Météo-France publie une typologie des climats de la France métropolitaine dans laquelle la commune est exposée à un climat semi-continental et est dans la région climatique Lorraine, plateau de Langres, Morvan, caractérisée par un hiver rude (1,5 °C), des vents modérés et des brouillards fréquents en automne et hiver.
Pour la période 1971-2000, la température annuelle moyenne est de 9,4 °C, avec une amplitude thermique annuelle de 16,1 °C. Le cumul annuel moyen de précipitations est de 893 mm, avec 13,1 jours de précipitations en janvier et 9,4 jours en juillet. Pour la période 1991-2020, la température moyenne annuelle observée sur la station météorologique de Météo-France la plus proche, « Rouvres-en-woevre », sur la commune de Rouvres-en-Woëvre à 15 km à vol d'oiseau, est de 10,8 °C et le cumul annuel moyen de précipitations est de 668,3 mm. 
La température maximale relevée sur cette station est de 40,2 °C, atteinte le 24 juillet 2019 ; la température minimale est de −15,4 °C, atteinte le 7 février 2012,,.
Les paramètres climatiques de la commune ont été estimés pour le milieu du siècle (2041-2070) selon différents scénarios d'émission de gaz à effet de serre à partir des nouvelles projections climatiques de référence DRIAS-2020. Ils sont consultables sur un site dédié publié par Météo-France en novembre 2022.

## Urbanisme

### Typologie
Au 1er janvier 2024, Mairy-Mainville est catégorisée commune rurale à habitat dispersé, selon la nouvelle grille communale de densité à sept niveaux définie par l'Insee en 2022.
Elle est située hors unité urbaine et hors attraction des villes,.

### Occupation des sols
L'occupation des sols de la commune, telle qu'elle ressort de la base de données européenne d’occupation biophysique des sols Corine Land Cover (CLC), est marquée par l'importance des territoires agricoles (83,5 % en 2018), en diminution par rapport à 1990 (88,4 %). La répartition détaillée en 2018 est la suivante : 
terres arables (62,5 %), prairies (21 %), forêts (12,2 %), zones urbanisées (4,3 %). L'évolution de l’occupation des sols de la commune et de ses infrastructures peut être observée sur les différentes représentations cartographiques du territoire : la carte de Cassini (XVIIIe siècle), la carte d'état-major (1820-1866) et les cartes ou photos aériennes de l'IGN pour la période actuelle (1950 à aujourd'hui).

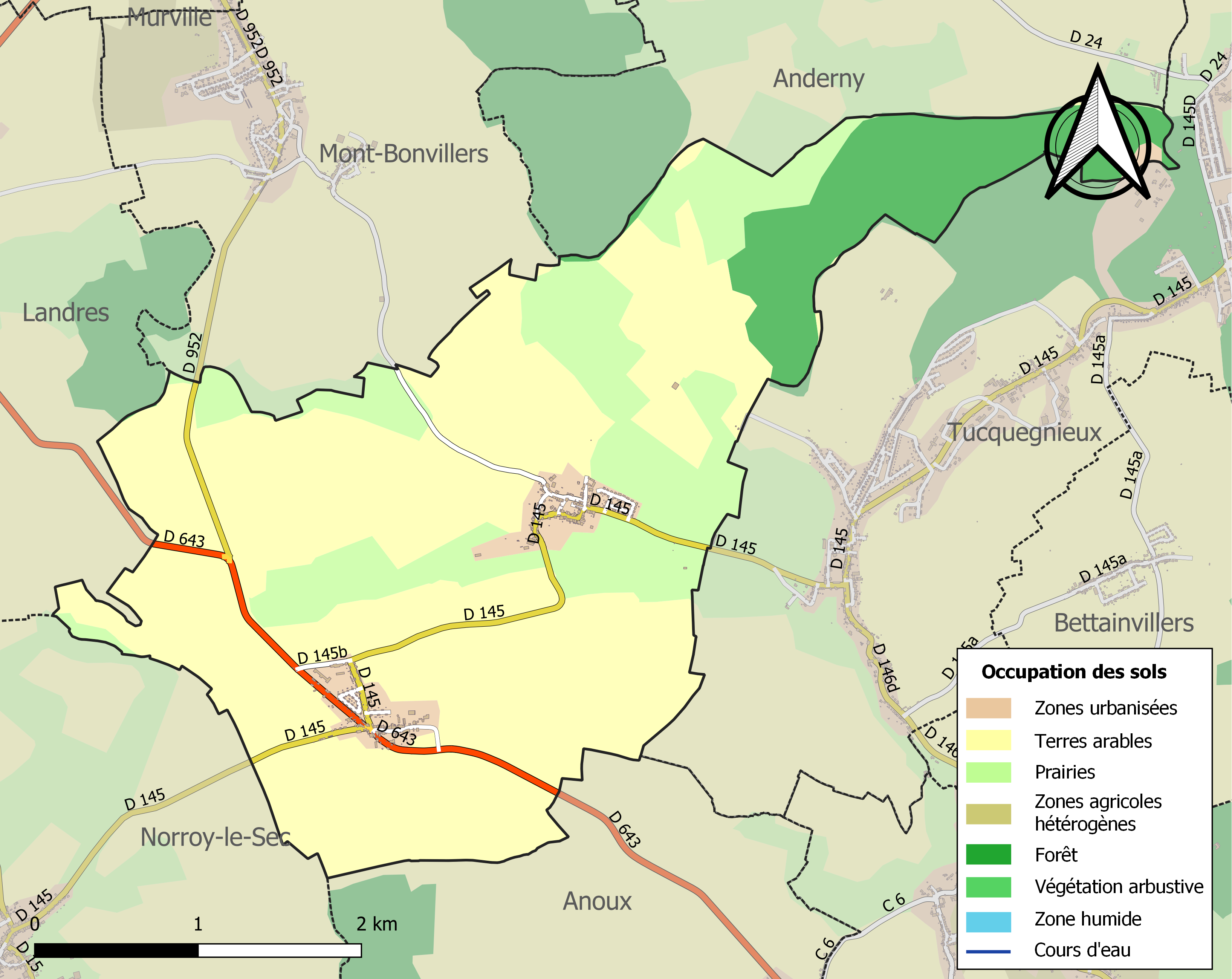
Carte des infrastructures et de l'occupation des sols de la commune en 2018 (CLC).

## Toponymie
- Absorbe en 1811, Mainville[16].
- Mairy : Matiriaco (vers 620), Madiacum (636), Madriz (1045-46), Marey (1390), Mary (1450), Mairry (1682), Mairie (1746)[réf. nécessaire]. Mary  en lorrain.

- Mainville : Mainvilla (1128), Meynville (XVIIe siècle), Meinville (1642), Manviller et Mainvillers (1689)[réf. nécessaire]. Mainvelle en lorrain.
- Changement de nom le 9 janvier 1965 : Mairy (Meurthe-et-Moselle) devient Mairy-Mainville[16],[17].

## Histoire
- Présence gallo-romaine.
- Première mention en 894.
- Existence d'un monastère au XIIe.
- Dans les Annales de l’Est de 1963, il est dit que le 17 août 1422 : « Charles, duc de Lorraine et maimbour de René, duc de Bar notifia que Norroy-le-sec, Mainville et Abbeville ont été rachetés pour la somme de 1000 Francs à Robert des Armoises, qui les tenait en engagère ».
- Dans les lettres-patentes du duc Charles IV (1624-1675), que de Jean de Brandenbourg ; reprise par lui en fiefs d'une part des seigneuries de Mainville (cant. Audun, commune Mairy) (31 juillet 1625).
- En 1811 rattachement du village de Mainville à Mairy.
- Le 9 septembre 1944 se déroule la bataille dite de Mairy entre la 90e  Division d'Infanterie américaine et la 106e Panzer Brigade allemande. Après un pilonnage de la colonne de blindés et d'âpres combats de rue, les troupes allemandes se replient en laissant 120 hommes sur le terrain, ainsi que les blindés détruits lors de l'affrontement.

Mairy : village lorrain caractéristique ; en 1817, Mairy, village de l'ancienne province du Barrois sur le Conroy avait pour annexes les moulins de Mandresse, Griman,et Montauban. À cette époque il y avait 359 habitants répartis dans 57 maisons. Les habitants de Mairy s'appellent les Mairisiens et ceux de Mainville les Mainvillois.
Mainville, cité ouvrière : en 1817, Mainville, village de l'ancienne province du Barrois. À cette époque il y avait 83 habitants répartis dans 18 maisons.

## Politique et administration

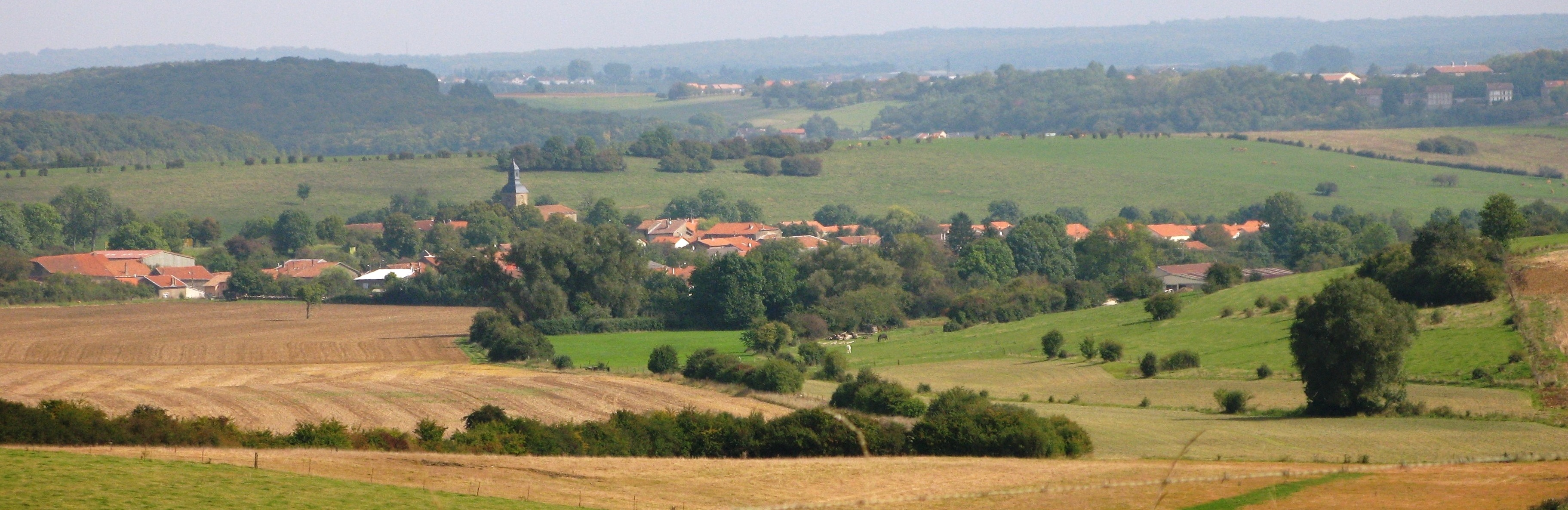
Mairy-Mainville vue de la départementale D 145.

| Période                                  | Période                   | Identité                                     | Étiquette | Qualité        |
| ---------------------------------------- | ------------------------- | -------------------------------------------- | --------- | -------------- |
| Les données manquantes sont à compléter. |                           |                                              |           |                |
| mars 2001                                | juin 2004                 | Roger Giorgini                               |           |                |
| juin 2004                                | juillet 2010              | Pierre Collin                                |           |                |
| octobre 2010                             | avril 2014                | Frédérique L'Hôte                            |           |                |
| avril 2014                               | En cours (au 23 mai 2020) | Norbert Kuen, Réélu pour le mandat 2020-2026 |           | Ancien employé |

## Population et société

### Démographie
L'évolution du nombre d'habitants est connue à travers les recensements de la population effectués dans la commune depuis 1793. Pour les communes de moins de 10 000 habitants, une enquête de recensement portant sur toute la population est réalisée tous les cinq ans, les populations de référence des années intermédiaires étant quant à elles estimées par interpolation ou extrapolation. Pour la commune, le premier recensement exhaustif entrant dans le cadre du nouveau dispositif a été réalisé en 2008.

En 2022, la commune comptait 555 habitants, en évolution de −2,12 % par rapport à 2016 (Meurthe-et-Moselle : −0,13 %, France hors Mayotte : +2,11 %).
| 1793 | 1800 | 1806 | 1821 | 1836 | 1841 | 1861 | 1866 | 1872 |
| ---- | ---- | ---- | ---- | ---- | ---- | ---- | ---- | ---- |
| 382  | 320  | 351  | 356  | 484  | 469  | 439  | 420  | 416  |

| 1876 | 1881 | 1886 | 1891 | 1896 | 1901 | 1906 | 1911 | 1921 |
| ---- | ---- | ---- | ---- | ---- | ---- | ---- | ---- | ---- |
| 430  | 385  | 421  | 410  | 381  | 405  | 410  | 403  | 381  |

| 1926 | 1931 | 1936 | 1946 | 1954 | 1962 | 1968 | 1975 | 1982 |
| ---- | ---- | ---- | ---- | ---- | ---- | ---- | ---- | ---- |
| 404  | 384  | 367  | 318  | 372  | 615  | 573  | 531  | 456  |

| 1990 | 1999 | 2006 | 2008 | 2013 | 2018 | 2022 | - | - |
| ---- | ---- | ---- | ---- | ---- | ---- | ---- | - | - |
| 468  | 479  | 536  | 552  | 557  | 565  | 555  | - | - |

## Culture locale et patrimoine

### Lieux et monuments

#### Édifices civils
- Les vestiges de la voie romaine au lieu-dit le Haut de Châtel.
- Le château de Mairy ou l'ancienne maison fief de Mairy fut sans doute édifiée, ou reconstruit par le couple La Roche Serainchamps de 1594 à 1602, situé à côté de l'église de Mairy, dates portées par les armoiries de la façade sur cour du logis. Érigé en fief en 1663 pour la famille de Serainchamps puis passé dans la famille de Gourcy de Mainville, après 1792, vendu comme bien national. Transformé en ferme, a été repercé au XIXe siècle. On peut y voir les armoiries des familles La Roche-Serainchamps.
- Le château de Mainville était l'ancienne demeure de la famille de Gourcy depuis plus de quatre générations. La bâtisse fut restaurée au début du XVIIIe siècle sur des caves datant du Moyen Âge qui existent toujours. Occupée ensuite par la famille De Beccary puis par la famille Hamang, cette demeure a été rachetée par une société de Pont-à-Mousson, la société des «Hauts Fourneaux et Fonderies de Pont-à-Mousson. Puis après cette bâtisse est devenue successivement la propriété de la Société SIDELOR « Union sidérurgique lorraine, puis la société Wendel-Sidelor, puis la société « Sacilor-Aciéries et Laminoirs de Lorraine » jusqu'en 1974.

#### Édifices religieux

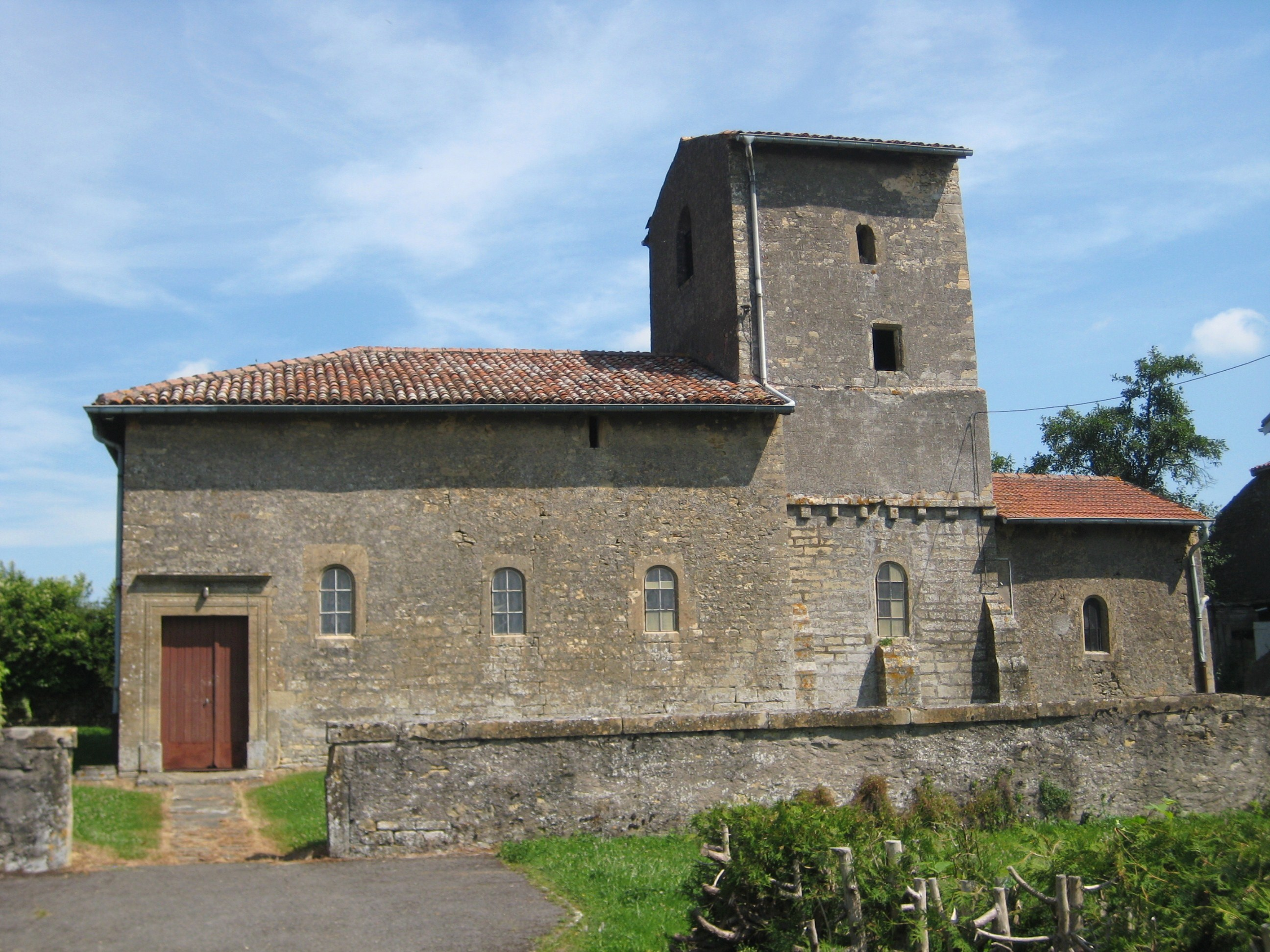
Église paroissiale Saint-Pierre à Mainville.

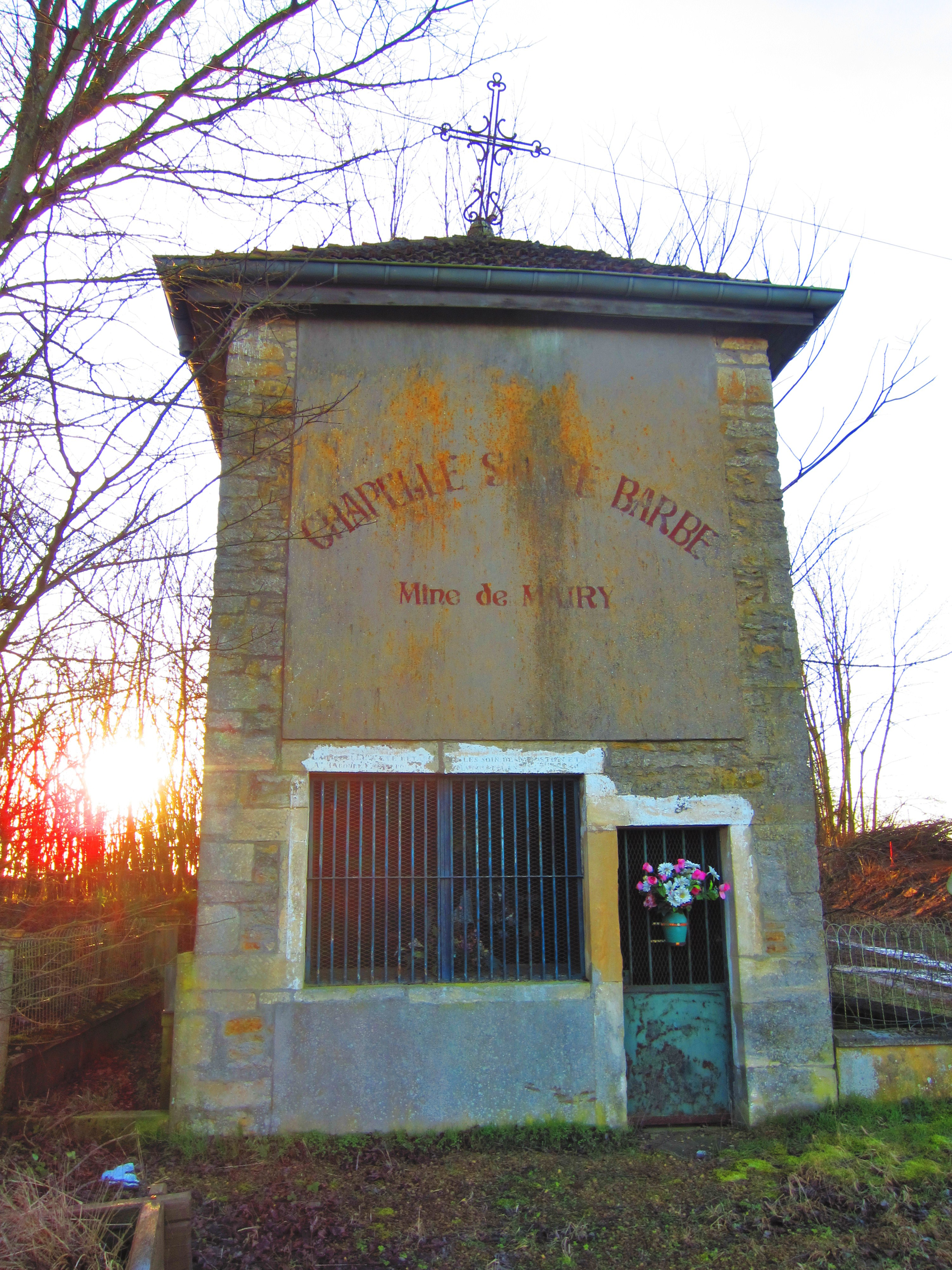
Chapelle Sainte-Barbe à Mainville.

- Le monastère de Mairy-Mainvile au XIIe.
- L'église paroissiale Saint-Martin de Mairy, XIIe : clocher XIe à baies géminées, avec tête de Mithra sculptée à sa base ; porche-ossuaire à décor Renaissance, abside semi-circulaire à arcatures ; retable de pierre et christ XVIe, les fonts baptismaux, les statues de (saint Nicolas). L'église Saint-Martin, y compris l'ossuaire-porche Renaissance, est classée au titre des monuments historiques par arrêté du 24 septembre 1990[23].
- L'église paroissiale Saint-Pierre à Mainville a été construite dans le 1er quart XIIIe siècle dont il subsiste la tour et le chœur ; la nef reconstruite en 1674. On voit la date portée par l'élévation sud de la nef, à droite de la porte d'entrée ; elle comporte des éléments défensifs
- La chapelle Sainte-Barbe à Mainville, située RN 43. Chapelle du XVIIIe siècle ? ; rétablie en 1847 aux frais de N. Bastien et Anne Tabouret son épouse d'après l'inscription du linteau de la porte piétonne ; restaurée au XXe siècle.
- La croix de Saint-Martin (fête pour le hameau de Mairy).
- Le calvaire Saint-Jacques dit la croix Saint-Jacques à Mairy, située sur la CD 145. Le calvaire a été érigé au XVIe siècle ; il a été restauré en 1826, date portée par la base du fût, ancien lieu de passage et de repos pour les pèlerins de Saint-Jacques-de-Compostelle.

### Personnalités liées à la commune
- Paul-Joseph de Gourcy de Mainville (1756, Mainville – 1808 en Lorraine), prélat.
- Famille de Gourcy : une histoire de famille entre la famille De Gourcy de Mainville et la famille De Serainchamps de Mairy.

### Héraldique
| Blason de Mairy-Mainville | Blason  | Parti au 1re coupé d’argent à la croix ancrée de gueules et d’or à la fasce vivrée de sable, au 2e d’argent à la bande de gueules chargée de trois quartefeuilles d’or. |
| Blason de Mairy-Mainville | Détails | Il s’agit de la contraction en un seul blason des armes de La Roche et de Serainchamps. En 1588 Georges de La Roche épousa Barbe de Serainchamps qui lui apportait en dot la terre de Mairy. Le couple construisit le château, dont il ne reste aujourd’hui que le logis de la ferme. Cependant celui-ci conserve une pierre datée de 1594 qui reproduit les deux blasons du couple fondateur: de La Roche (écartelé aux 1 et 4 d’argent à la croix ancrée de gueules et aux 2 et 3 d’or à la fasce vivrée de sable) et de Serainchamps (d’argent à la bande de gueules chargée de trois quartefeuilles d’or). Le statut officiel du blason reste à déterminer. |